# Stefan Cichy
Stefan Cichy (* 30. března 1939 Przyszowice, Polsko) je polský římskokatolický církevní představitel, v letech 1998–2005 pomocný biskup katovický, v letech 2005–2014 sídelní a od roku 2014 emeritní biskup lehnický.

## Život
Stefan Cichy po ukončení střední školy studoval na Slezském vyšším duchovním semináři v Krakově (1957-63). Dne 23. června přijal kněžské svěcení. Poté byl farářem u sv. Štěpána v Katowicích-Bogucicích (1963-68) a v katedrální farnosti u Krista Krále (1968-71), současně pokračoval ve studiu na Papežské teologické fakultě v Krakově (1967-71) a na teologické fakultě Vídeňské univerzity (1971-74), kde získal doktorát z teologie (liturgiky).
Po návratu ze studií (1975) se stal farářem u Neposkvrněného početí P. Marie v Katovicích a členem (v letech 1985-94 i předsedou) diecézní liturgické komise v Katovicích. V témže roce začal i přednášet liturgiku na Slezském vyšším duchovním semináři v Krakově; roku 1977 se stal jeho vicerektorem a o rok později i rektorem, kterým zůstal do roku 1992. Na počátku jeho působení, roku 1980, se seminář přesunul z Krakova do Katovic.
V letech 1992-98 působil Stefan Cichy jako zpovědník kněží katovické arcidiecéze a 11. července 1998 se stal jejím generálním vikářem. 26. srpna téhož roku jej papež Jan Pavel II. jmenoval pomocným biskupem katovickým a titulárním biskupem z Bonusty (Bonustensis). Biskupské svěcení přijal dne 12. září z rukou katovického arcibiskupa Damiana Zimoně. Jako biskupské heslo si zvolil Per Crucem ad Lucem (Skrz Kříž ke Světlu).
Po odchodu prvního lehnického biskupa Tadeusze Rybaka na odpočinek počátkem roku 2005 jmenoval papež Jan Pavel II. Stefana Cichého jeho nástupcem.
Biskup Stefan Cichy činně publikuje. Od roku 1985 psal do katolického týdeníku Gość niedzielny, odborné články zejména z liturgiky psal mimo jiné do Collectanea Theologica, Liturgia sacra, Ruch Biblijny i Liturgiczny a Śląskie Studia Teologiczno-Historyczne, jichž byl v letech 1996-99 šéfredaktorem. Z knih vydal mimo jiné:
- Przybądź Duchu Święty. Nabożeństwa na Rok Ducha Świętego (Přijď Duchu Svatý. Pobožnosti na rok Svatého Ducha) (Katowice 1998)
- Uczestnicy czy niemi świadkowie (Účastníci nebo němí svědkové) (Kielce 2005)

Dne 16. dubna 2014 papež František přijal jeho rezignaci z důvodu kanonického věku.
V červenci 2009 mu rada města Legnice udělila čestné občanství města..